# Epirinus relictus
Epirinus relictus là một loài bọ cánh cứng trong họ Bọ hung (Scarabaeidae).